# CONCACAF Champions' Cup 1997
La CONCACAF Champions' Cup 1997 venne vinta dal Cruz Azul.

## Qualificazioni

### America Settentrionale
30 luglio 1997
| Squadra 1          | Risultato | Squadra 2     |
| ------------------ | --------- | ------------- |
| Los Angeles Galaxy | 4-1       | Santos Laguna |

### America Centrale

#### Turno Preliminare
| Squadra 1      | Totale | Squadra 2    | Andata | Ritorno |
| -------------- | ------ | ------------ | ------ | ------- |
| Eurokickers FC | 5-6    | Diriangén FC | 4-2    | 1-4     |

#### Primo turno
| Squadra 1          | Totale        | Squadra 2          | Andata | Ritorno |
| ------------------ | ------------- | ------------------ | ------ | ------- |
| CS Cartaginés      | 9-2           | Tauro F.C.         | 5-0    | 4-2     |
| Club Deportivo FAS | 2-2 (3-5 pen) | CSD Comunicaciones | 1-1    | 1-1     |
| Xelajú MC          | 2-0           | Real Verdes        | 0-0    | 2-0     |
| Juventus           | 4-2           | Real CD España     | 0-1    | 4-1     |
| L.A. Firpo         | 4-1           | CD Olimpia         | 0-0    | 4-1     |
| Diriangén FC       | 4-5           | LD Alajuelense     | 3-2    | 1-3     |

#### Secondo Turno
| Squadra 1     | Totale | Squadra 2          | Andata | Ritorno |
| ------------- | ------ | ------------------ | ------ | ------- |
| Juventus      | 2-8    | CSD Comunicaciones | 0-3    | 2-5     |
| Xelajú MC     | 2-3    | L.A. Firpo         | 2-1    | 0-2     |
| CS Cartaginés | 4-1    | LD Alajuelense     | 0-0    | 4-1     |

## Fase finale
|  | Quarti di finale             | Quarti di finale       | Quarti di finale   |           |                        | Semifinali  | Semifinali | Semifinali |  |  | Finale                 | Finale             | Finale |
|  |                              |                        |                    |           |                        |             |            |            |  |  |                        |                    |        |
|  | Stati Uniti (bandiera)       | D.C. United            | 1                  |           |                        |             |            |            |  |  |                        |                    |        |
|  | Trinidad e Tobago (bandiera) | United Petrotrin       | 0                  |           |                        |             |            |            |  |  |                        |                    |        |
|  | Trinidad e Tobago (bandiera) | United Petrotrin       | 0                  |           | Stati Uniti (bandiera) | D.C. United | 0          |            |  |  |                        |                    |        |
|  | a Washington                 |                        |                    |           | Stati Uniti (bandiera) | D.C. United | 0          |            |  |  |                        |                    |        |
|  |                              | Stati Uniti (bandiera) | Los Angeles Galaxy | 1         |                        |             |            |            |  |  |                        |                    |        |
|  | Stati Uniti (bandiera)       | Stati Uniti (bandiera) | Los Angeles Galaxy | 1         | Los Angeles Galaxy     | 2           |            |            |  |  |                        |                    |        |
|  | Stati Uniti (bandiera)       |                        |                    |           | Los Angeles Galaxy     | 2           |            |            |  |  |                        |                    |        |
|  | El Salvador (bandiera)       | Luis Angel Firpo       | 0                  |           |                        |             |            |            |  |  |                        |                    |        |
|  |                              |                        |                    |           |                        |             |            |            |  |  | Stati Uniti (bandiera) | Los Angeles Galaxy | 3      |
|  |                              |                        | Messico (bandiera) | Cruz Azul | 5                      |             |            |            |  |  |                        |                    |        |
|  | Messico (bandiera)           | Guadalajara            | 1                  |           |                        |             |            |            |  |  |                        |                    |        |
|  | Costa Rica (bandiera)        | Cartaginés             | 0                  |           |                        |             |            |            |  |  |                        |                    |        |
|  | Costa Rica (bandiera)        | Cartaginés             | 0                  |           | Messico (bandiera)     | Guadalajara | 2          |            |  |  |                        |                    |        |
|  |                              |                        |                    |           | Messico (bandiera)     | Guadalajara | 2          |            |  |  |                        |                    |        |
|  |                              | Messico (bandiera)     | Cruz Azul          | 3         |                        |             |            |            |  |  |                        |                    |        |
|  | Messico (bandiera)           | Messico (bandiera)     | Cruz Azul          | 3         | Cruz Azul              | 5           |            |            |  |  |                        |                    |        |
|  | Messico (bandiera)           |                        |                    |           | Cruz Azul              | 5           |            |            |  |  |                        |                    |        |
|  | Guatemala (bandiera)         | Comunicaciones         | 0                  |           |                        |             |            |            |  |  |                        |                    |        |

### Finale 3º-4º posto
24 agosto 1997, Washington
| Squadra #1 | Ris. | Squadra #2  |
| ---------- | ---- | ----------- |
| DC United  | 2-2  | Guadalajara |

- terzo posto condiviso.

## Campione
| CONCACAF Champions' Cup 1997 Cruz Azul Quinto titolo |